# Берула прямая
Бе́рула прямая, или поруче́йничек прямой (лат. Berula erecta) — многолетнее травянистое растение семейства Зонтичные (Apiaceae). Самый известный вид рода Берула (Berula).

## Ботаническое описание

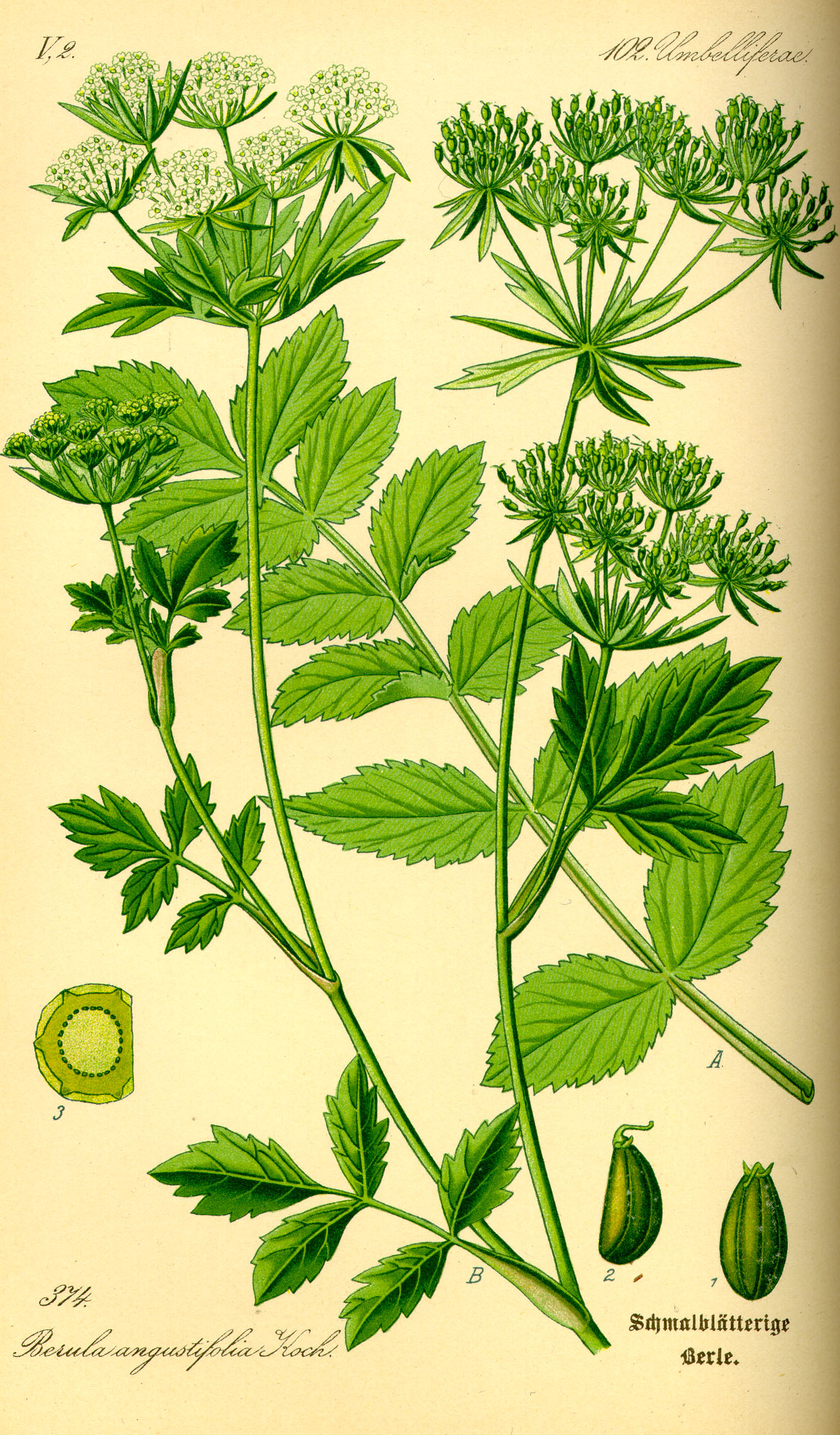
Поручейничек прямой.

Многолетние, слабо ядовитые травянистые растения. Как правило, невысокие растения (от 0,3 до 0,8 м высотой), приподнимающиеся из воды, образуют большие скопления, размножаясь столонами (вегетативное размножение). Стебель полый, ветвистый, приподнимающийся. Листья перистые; листочки сидячие, продолговатые (верхние листья) или яйцевидно-продолговатые (нижние), 2—7 см длиной, 1—3 см шириной.
Цветки собраны в сложные зонтики на коротких черешках с 10—20 голыми лучами. Каждый сложный зонтик включает 10—20 зонтиков второго порядка. Обёртки и обёрточки многолистные. Лепестки белые. Плоды голые, сжатые с боков, яйцевидные, 2 мм длиной, 1,5 мм шириной, коричневатые. Цветение с июля по август. Опыление насекомыми (энтомофилия), а семена разносятся водой (гидрохория).

## Распространение и местообитание
Поручейничек распространён в умеренных регионах всего мира, он обнаружен в Европе, Азии, Северной и Южной Америке, а также в горах тропиков Африки.
Водное растение, обитает в мелководных заводях, в конце судоходных русел и канавах. В Центральной Европе поручейничек встречается на высоте до 750 м над уровнем моря. Частыми его соседями являются лютик плавающий (Ranunculus fluitans), ежеголовник (Sparganium) и манник (Glyceria).

## Экология
Солеустойчивое растение. Гемикриптофит, корни могут располагаться в воде на максимальной глубине до 1,5 м. В некоторых случаях живут как гидрофиты. Холодный период переживают погружёнными в воду или с помощью зимующих почек (турионов). Кроме того, поручейнички формируют специальные убежища, куда земноводные и рыбы откладывают икру перед зимним периодом покоя.

## Синонимика
- Apium berula Caruel
- Apium sium Crantz
- Berula monspeliensium Bubani
- Berula angustifolia (L.) Mert. & W.D.J.Koch
- Berula angustifolia Boiss.
- Berula angustifolia Greene
- Berula erecta f. dentata Wimm. & Grab.
- Berula erecta var. incisa (Torr.) Cronquist
- Berula erecta f. incisum Lojac.
- Berula erecta var. macrodon
- Berula erecta f. microphylla Uechtr. ex Abrom.
- Berula erecta f. repens (G.F.Mey.) Wolfg.
- Berula erecta f. serretifolia
- Berula erecta var. stenodon Koso-Pol.
- Berula incisa (Torr.) G.N.Jones
- Berula orientalis Woronow ex Schischk.
- Berula orientalis Woronow
- Berula pusilla (Nutt.) Fernald
- Carum sioides J.M.Black
- Selinum berula E.H.L.Krause
- Siella erecta (Huds.) Pimenov
- Sium angustifolium L.
- Sium erectum Huds.
- Sium incisum Torr.
- Sium orientale Soó
- Sium pusillum Nutt.
- Sium thunbergii DC.[1]